# 台湾タワー
台湾タワー（たいわんたわー、繁体字中国語: 台灣塔　英：Taiwan Tower）は、台湾台中市の水湳飛行場跡地の再開発計画で、台中市政府などが主体となって建設を予定していた塔の一般呼称。国際コンペが開催され日本の建築家・藤本壮介の案に決定されていたが、後に建設中止となった。

## 概要
飛行場跡地は約4.4ヘクタール。このエリアを「台中水湳経貿生態園区」に制定し、タワーを含む都市計画のデザインを国際コンペで募った。
100名を超える応募者の中から、第1次選考で2次選考候補者5名まで絞られた。この時点ではルーマニアのStefan Dorinのデザインがトップを取った。その後第2次選考で、日本の建築家藤本壮介のデザインが最終的に第1位となった。タワーは高さ300メートル、屋上の開口部が台湾島の形をかたどるデザインだった。65.88億台湾元の予算で2017年に完成予定だったが、予算増などが理由で再開発計画全体が撤回された。2025年時点でも建設予定地は更地のままとなっており、台中市政府は計画全体の見直しを進めている。

## 沿革
- 2007年：台中市政府は都市計画に着手
- 2008年：エリアを「台中水湳経貿生態園区」に制定
- 2010年：区画内の塔の位置などの概要説明会を開催
- 2011年9月2日：第1次選考でルーマニア国籍の建築家が選ばれる。11月11日第2次選考で、日本人の作品が1位に選ばれた。
- 2015年：建設中止を発表